# Mame Penda Diouf
Mame Penda Diouf (1º agosto 1957) è un'ex cestista senegalese.

## Carriera
Con il Senegal ha disputato i Campionati mondiali del 1975.